# Vera o i nichilisti
Vera o i nichilisti (titolo originale Vera; or, The Nihilists) è la prima opera teatrale di Oscar Wilde scritta nel 1880 e rappresentata per la prima volta il 20 agosto 1883 all'Union Square Theatre di New York.
Si tratta di una tragedia ambientata nella Russia zarista e ispirata, benché solo vagamente, alla vicenda reale di Vera Zasulič.

## Contesto storico
All'epoca l'Impero russo era retto dallo zar Alessandro II, di sensibilità riformiste ma comunque inviso a vari gruppi rivoluzionari, tra cui i nichilisti: lo zar mori nel 1881 proprio in conseguenza delle ferite riportate in un loro attentato. Inoltre, già nel 1878, la rivoluzionaria Vera Zasulič aveva tentato di assassinare il governatore di Pietroburgo, il generale Fëdor Trepov. L'autore evitò altri riferimenti puntuali, ma il contesto generale era ben presente sia a lui sia al suo pubblico.
Wilde stesso si definiva "socialista", anche se il suo socialismo è stato giudicato più che altro una generica avversione nei confronti di ogni tirannide.

## Trama
L'azione si svolge in un prologo cui seguono quattro atti.
Nel prologo, Vera è figlia di un locandiere, proprietario di una pensione lungo il tragitto che porta ai campi di lavoro in Siberia. Un gruppo di detenuti ivi diretti fa sosta alla locanda: tra loro Vera riconosce suo fratello Dmitri, che la esorta a recarsi a Mosca e unirsi ai nichilisti, decisi ad assassinare lo zar Ivan, per vendicare la sua prigionia. Vera e il contadino Michael partono per Mosca.
La scena si sposta a Mosca, cinque anni dopo: Vera è diventata la più temuta sicaria dei nichilisti, ricercata in tutta Europa. La ragazza è inoltre innamorata di un compagno di lotta, Alexei, che in realtà le si rivela essere lo zarevic, figlio dello zar ed erede al trono.
In una riunione di gabinetto, lo zar Ivan e il suo crudele primo ministro, principe Maraloffski, criticano le inclinazioni democratiche dello zarevic; il sovrano apre una finestra, e Michael ne approfitta per assassinarlo.
Alexei ascende al trono ed esilia Maraloffski il quale, ora deciso a ucciderlo, si unisce ai nichilisti. Questi incaricano Vera, concordando che, per segnalare l'avvenuto assassinio, ella getti il pugnale da una finestra del palazzo, altrimenti provvederanno loro.
Nell'atto finale, Alexei si appresta alla sua incoronazione, deciso a porre fine alle ingiustizie in Russia. Vera si introduce nel palazzo e Alexei le chiede di sposarlo; la giovane accetta, ma ode i suoi sodali vociare dall'esterno, aspettando il segnale convenuto. Pertanto si pugnala a morte e getta il pugnale dalla finestra, sacrificando sé stessa per salvare la Russia.

## Produzione

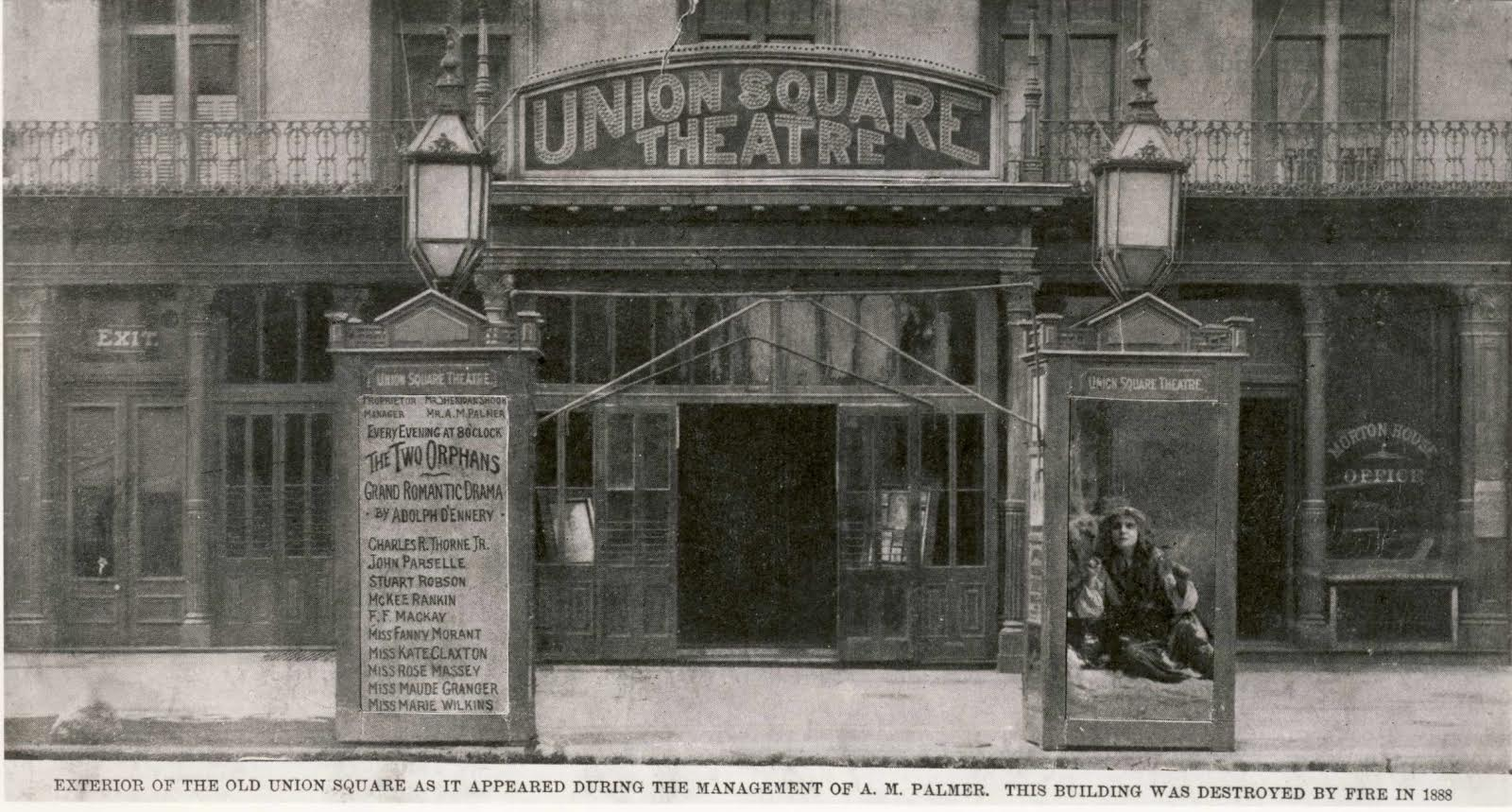
Lo Union Square Theatre di New York, ove si tenne la prima

I diritti di messa in scena furono acquistati da una coppia statunitense, il produttore William Perzel e l'attrice Marie Prescott, che si assicurò il ruolo della protagonista, con la prima che si tenne il 20 agosto 1883 presso lo Union Square Theatre di New York. Wilde compì il suo secondo viaggio negli Stati Uniti appositamente per supervisionare la produzione.
Tuttavia la rappresentazione non ebbe successo e fu ritirata dopo solo una settimana: Perzel dichiarò alla stampa di aver rimesso 2500 dollari nella produzione.

## Critica

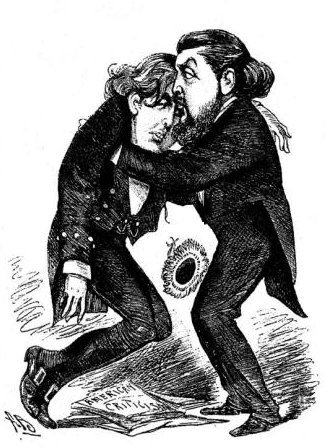
"Brother Willie-" "Never mind, Oscar; other great men have had their dramatic failures!". Caricatura di Wilde e suo fratello Willie in cui Alfred Bryan satirizza l'insuccesso della tragedia negli Stati Uniti

Secondo l'autore, l'intento dell'opera è quello di far emergere il dissenso dei popoli di fronte alla tirannia ed esprimere la loro voglia di libertà, mentre si percepisce la preoccupazione dell'autore per l'Europa dell'epoca, anche se il vero soggetto della tragedia sembra ben diverso, ossia la passione.
L'opera non ricevette un grande successo, né presso il pubblico né presso la critica. Anche in seguito, è stata di rado riportata sulle scene.